# Alexander Ursenbacher
Alexander Ursenbacher (n. 26 aprilie 1996, Rheinfelden⁠(d), cantonul Aargau, Elveția) este cel mai bun jucător elvețian de snooker.  
La Openul Galez din 2019, l-a învins pe Ronnie O'Sullivan în șaisprezecimi dar și pe Yan Bingtao în turul I al turneului. Cea mai bună performanță a carierei a fost realizată în 2017 când la Openul Englez a ajuns în semifinale (cu victorie 4-1 la Shaun Murphy în optimi).
Ursenbacher s-a antrenat la Sheffield și Gloucester, antrenor fiindu-i Ian McCulloch. Anterior, a început snookerul la clubul din Basel.

## Viață personală
Mama sa este din Portugalia și a emigrat în Elveția.